# Leptomyrmex flavitarsus
Leptomyrmex flavitarsus é uma espécie de formiga do gênero Leptomyrmex.